# 日本皇后列表
下列日本所有天皇的皇后、中宮及尊稱皇后。

## 歷任天皇配偶列表

### 彌生時代・古坟时代
| 天皇     | 冊立次序 | 本名             | 位號 | 在位期間                                                                 | 諡號                | 備註                                     |
| 神武天皇 | 1        | 媛蹈鞴五十鈴媛命 | 王后 | 神武天皇元年1月1日-绥靖天皇2年1月8日 （前660年2月18日-前580年2月11日）   |                     | 事代主神女                               |
| 綏靖天皇 | 1        | 五十鈴依媛命     | 王后 | 绥靖天皇2年1月-安宁天皇元年10月11日 （前580年2月-前548年11月13日）       |                     | 事代主神女                               |
| 安寧天皇 | 1        | 渟名底仲媛命     | 王后 | 安宁天皇元年1月5日-懿德天皇元年9月 （前548年2月14日-前510年10月）        |                     | 鴨王女                                   |
| 懿德天皇 | 1        | 天豐津媛命       | 王后 | 懿德天皇2年2月11日-孝昭天皇元年4月5日 （前509年3月11日-前475年5月17日）  |                     | 息石耳命女                               |
| 孝昭天皇 | 1        | 世襲足姬         | 王后 | 孝昭天皇29年1月3日-孝安天皇元年8月1日 （前447年2月6日-前392年9月20日）   |                     | 瀛津世袭妹                               |
| 孝安天皇 | 1        | 押媛             | 王后 | 孝安天皇26年2月14日-孝灵天皇元年1月12日 （前367年4月3日-前290年2月19日） |                     | 天足彦国押人命女                         |
| 孝灵天皇 | 1        | 細媛命           | 王后 | 孝灵天皇2年2月11日-孝元天皇元年1月14日 （前289年3月8日-前210年3月9日）   |                     | 矶城县主大目女                           |
| 孝元天皇 | 1        | 郁色谜命         | 王后 | 孝元天皇7年2月2日-开化天皇元年1月4日 （前204年3月20日-前157年2月11日）   |                     | 欝色雄命妹                               |
| 開化天皇 | 1        | 伊香色谜命       | 王后 | 开化天皇6年1月14日-崇神天皇元年1月13日 （前152年2月25日-前97年2月17日）  |                     | 大综麻杵命女，孝元天皇妃，後改嫁開化天皇 |
| 崇神天皇 | 1        | 御间城姬         | 王后 | 崇神天皇元年2月16日-垂仁天皇元年11月2日 （前97年3月20日-前29年12月25日） |                     | 大彦命女                                 |
| 垂仁天皇 | 1        | 狹穗姬命         | 王后 | 垂仁天皇2年2月9日-同5年10月 （前28年3月31日-前25年11月）                 |                     | 彦坐王女                                 |
| 垂仁天皇 | 2        | 日叶酢媛命       | 王后 | 垂仁天皇15年8月1日-同32年7月6日 （前15年9月22日-3年8月21日）             |                     | 丹波道主命女                             |
| 景行天皇 | 1        | 播磨稻日大郎姬   | 王后 | 景行天皇2年3月3日-同52年5月4日 （72年4月9日-122年6月25日）               |                     | 稚武彦命女                               |
| 景行天皇 | 2        | 八坂入媛命       | 王后 | 景行天皇52年7月7日-成务天皇2年11月10日 （122年8月26日-132年12月5日）     |                     | 八坂入彦命女                             |
| 仲哀天皇 | 1        | 氣長足姬尊       | 王后 | 仲哀天皇2年1月11日-神功皇后摄政元年10月2日 （193年3月1日-201年11月14日） | 神功皇后 气长足姬尊 | 气长宿祢王女                             |
| 应神天皇 | 1        | 仲姬命           | 王后 | 应神天皇2年4月3日-仁德天皇元年1月3日 （271年4月29日-313年2月14日）       |                     | 品陀真若王女                             |
| 仁德天皇 | 1        | 磐之媛命         | 王后 | 仁德天皇2年3月8日-同35年6月 （314年4月9日-347年6月）                     |                     | 葛城袭津彦女                             |
| 仁德天皇 | 2        | 八田皇女         | 王后 | 仁德天皇38年1月6日-? （350年1月30日-?）                                  |                     | 應神天皇女                               |
| 履中天皇 | 1        | 草香幡梭皇女     | 王后 | 履中天皇6年1月6日-? （405年2月20日-?）                                   |                     | 仁德天皇女                               |
| 允恭天皇 | 1        | 忍坂大中姬       | 王后 | 允恭天皇2年2月14日-同42年12月14日 （413年3月31日-454年1月28日）          |                     | 若野毛二俣王女                           |
| 安康天皇 | 1        | 中蒂姬命         | 王后 | 安康天皇2年1月17日-? （455年2月19日-?）                                  |                     | 履中天皇女                               |
| 雄略天皇 | 1        | 草香幡梭姬皇女   | 王后 | 雄略天皇元年3月3日-? （457年4月12日-?）                                  |                     | 仁德天皇女                               |
| 顯宗天皇 | 1        | 难波小野王       | 王后 | 顯宗天皇元年1月1日-同3年4月 （485年2月1日-487年5月）                     |                     | 丘稚子王女                               |
| 仁賢天皇 | 1        | 春日大娘皇女     | 王后 | 仁贤天皇元年2月2日-? （488年2月29日-?）                                  |                     | 雄略天皇女                               |
| 武烈天皇 | 1        | 春日娘子         | 王后 | 武烈天皇元年3月2日-? （499年3月29日-?）                                  |                     | 雄略天皇女                               |
| 继体天皇 | 1        | 手白香皇女       | 王后 | 繼體天皇元年3月5日-? （507年4月2日-?）                                   |                     | 仁贤天皇女                               |
| 安闲天皇 | 1        | 春日山田皇女     | 王后 | 安闲天皇元年3月6日-? （534年4月4日-?）                                   |                     | 仁贤天皇女                               |
| 宣化天皇 | 1        | 橘仲皇女         | 王后 | 宣化天皇元年3月8日-? （535年4月25日-?）                                  |                     | 仁贤天皇女                               |
| 钦明天皇 | 1        | 石姬皇女         | 王后 | 钦明天皇元年1月15日-敏达天皇元年4月3日 （540年2月8日-572年4月30日）      |                     | 宣化天皇女                               |
| 敏达天皇 | 1        | 廣姬             | 王后 | 敏达天皇4年1月9日-同4年11月 （575年2月4日-575年12月）                    |                     | 息长真手王女                             |
| 敏达天皇 | 2        | 额田部皇女       | 王后 | 敏达天皇5年3月10日-崇峻天皇5年12月8日 （576年4月23日-593年1月15日）      |                     | 钦明天皇女，後登基為推古天皇             |
| 用明天皇 | 1        | 穴穗部間人皇女   | 皇后 | 用明天皇元年1月1日-? （586年1月26日-?）                                  |                     | 钦明天皇女                               |

### 飛鳥時代
| 天皇     | 冊立次序 | 本名         | 位號 | 在位期間                                                            | 諡號 | 備註                           |
| 舒明天皇 | 1        | 寶女王       | 皇后 | 舒明天皇2年1月12日-皇极天皇元年1月15日 （630年3月1日-642年2月19日） |      | 茅渟王女，後登基為皇極天皇     |
| 孝德天皇 | 1        | 間人皇女     | 皇后 | 大化元年7月2日-天智天皇4年2月25日 （645年7月30日-665年3月16日）     |      | 舒明天皇女                     |
| 天智天皇 | 1        | 倭姬王       | 皇后 | 天智天皇7年2月23日-? （668年4月10日-?）                             |      | 古人大兄皇子女                 |
| 天武天皇 | 1        | 鸬野讃良皇女 | 皇后 | 天武天皇2年2月27日-持统天皇4年1月1日 （673年3月20日-690年2月14日）  |      | 天智天皇女，後登基為持統天皇。 |

### 奈良時代
| 天皇     | 冊立次序 | 本名       | 位號 | 在位期間                                                                                        | 諡號                        | 備註         |
| 圣武天皇 | 1        | 藤原安宿媛 | 皇后 | 天平元年8月10日-天平感宝元年7月2日 （729年9月7日-749年8月19日）                                 | 光明皇后 天平应真仁正皇太后 | 藤原不比等女 |
| 光仁天皇 | 1        | 井上內親王 | 皇后 | 宝龟元年11月6日-宝龟3年3月2日 （770年11月27日-772年4月9日） 延历19年7月23日（800年8月16日）复位 |                             | 圣武天皇女   |

### 平安時代
| 天皇       | 冊立次序 | 本名         | 位號                | 在位期間                                                         | 諡號 女院號        | 備註                                          |
| 桓武天皇   | 1        | 藤原乙牟漏   | 皇后                | 延历2年4月18日-延历9年闰3月10日 （783年5月23日-790年4月28日）    | 天之高藤广宗照姬尊 | 藤原良繼女                                    |
| 平城天皇   | 1        | 藤原带子     | 皇太子妃 （贈皇后） | 大同元年6月9日（806年6月28日）赠皇后                             |                    | 藤原百川女                                    |
| 嵯峨天皇   | 1        | 橘嘉智子     | 皇后                | 弘仁6年7月13日-弘仁14年4月23日 （815年8月21日-823年6月5日）      | 檀林皇后           | 橘清友女                                      |
| 淳和天皇   | 1        | 高志內親王   | 妃 （贈皇后）       | 弘仁14年6月6日（823年7月17日）赠皇后                             | 贈皇后             | 桓武天皇女                                    |
| 淳和天皇   | 2        | 正子內親王   | 皇后                | 天长4年2月26日-天长10年3月2日 （827年3月26日-833年3月26日）      |                    | 嵯峨天皇女                                    |
| 宇多天皇   | 1        | 藤原胤子     | 女御 （贈皇后）     |                                                                  |                    | 藤原高藤女                                    |
| 醍醐天皇   | 1        | 藤原穩子     | 中宫                | 延喜23年4月26日-承平元年11月28日 （923年5月14日-932年1月8日）    |                    | 藤原基経女                                    |
| 村上天皇   | 1        | 藤原安子     | 中宫                | 天德2年10月27日-应和4年4月29日 （958年12月10日-964年6月11日）    |                    | 藤原师辅女                                    |
| 冷泉天皇   | 1        | 昌子內親王   | 中宫                | 康保4年9月4日-天禄4年7月1日 （967年10月9日-973年8月1日）         |                    | 朱雀天皇女                                    |
| 圆融天皇   | 1        | 藤原媓子     | 中宮                | 天禄4年7月1日-天元2年6月3日 （973年8月1日-979年6月29日）         |                    | 藤原兼通女                                    |
| 圆融天皇   | 2        | 藤原遵子     | 中宫→皇后           | 天元5年3月11日-长保2年2月25日 （982年4月7日-1000年4月2日）       |                    | 藤原赖忠女                                    |
| 一條天皇   | 1        | 藤原定子     | 中宮→皇后           | 永祚2年10月5日-长保2年12月16日 （990年10月26日-1001年1月13日）   |                    | 藤原道隆女                                    |
| 一條天皇   | 2        | 藤原彰子     | 中宫                | 长保2年2月25日-宽弘9年2月14日 （1000年4月2日-1012年3月9日）      | 上东门院           | 藤原道長女                                    |
| 三條天皇   | 1        | 藤原妍子     | 中宮                | 宽弘9年2月14日-宽仁2年10月16日 （1012年3月9日-1018年11月26日）   |                    | 藤原道长女                                    |
| 三條天皇   | 2        | 藤原娍子     | 皇后                | 宽弘9年4月27日-万寿2年3月25日 （1012年5月20日-1025年4月25日）    |                    | 藤原济时女                                    |
| 后一条天皇 | 1        | 藤原威子     | 中宫                | 寬仁2年10月16日-长元9年9月6日 （1018年11月26日-1036年9月28日）   |                    | 藤原道长女                                    |
| 后朱雀天皇 | 1        | 禎子內親王   | 中宮→皇后宫         | 长元10年2月13日-永承6年2月13日 （1037年3月2日-1051年3月27日）    | 阳明门院           | 三条天皇女                                    |
| 后朱雀天皇 | 2        | 藤原嫄子     | 中宫                | 长元10年3月1日-长历3年8月28日 （1037年3月20日-1039年9月19日）    |                    | 敦康亲王女、藤原赖通养女                      |
| 後冷泉天皇 | 1        | 章子内亲王   | 中宮                | 永承元年7月10日-治历4年4月17日 （1046年8月14日-1068年5月20日）   | 二條院             | 后一条天皇女                                  |
| 後冷泉天皇 | 2        | 藤原宽子     | 皇后→中宫           | 永承6年2月13日-延久元年7月3日 （1051年3月27日-1069年7月23日）    |                    | 藤原赖通养女                                  |
| 後冷泉天皇 | 3        | 藤原歡子     | 皇后                | 治历4年4月17日-延久6年6月20日 （1068年5月20日-1074年7月16日）    |                    | 藤原教通女                                    |
| 后三条天皇 | 1        | 馨子內親王   | 中宫→皇后           | 延久元年7月3日-宽治7年9月4日 （1069年7月23日-1093年9月26日）     |                    | 后一条天皇女                                  |
| 白河天皇   | 1        | 藤原賢子     | 中宫                | 延久6年6月20日-应德元年9月22日 （1074年7月16日-1084年10月24日）  |                    | 源显房女、藤原师实养女                        |
| 堀河天皇   | 1        | 笃子內親王   | 中宫                | 宽治7年2月22日-永久2年10月1日 （1093年3月21日-1114年10月30日）   |                    | 后三条天皇女                                  |
| 鳥羽天皇   | 1        | 藤原璋子     | 中宮                | 永久6年1月26日-天治元年11月24日 （1118年2月18日-1124年12月31日） | 待贤门院           | 藤原公实女                                    |
| 鳥羽天皇   | 2        | 藤原泰子     | 皇后                | 长承3年3月19日-保延5年7月28日 （1134年4月15日-1139年8月24日）    | 高阳院             | 藤原忠实女                                    |
| 鳥羽天皇   | 3        | 藤原得子     | 皇后                | 永治元年12月27日-久安5年8月3日 （1142年1月25日-1149年9月6日）    | 美福门院           | 藤原长实女                                    |
| 崇德天皇   | 1        | 藤原圣子     | 中宫                | 大治5年2月21日-永治元年12月27日 （1130年4月1日-1142年1月25日）   | 皇嘉门院           | 藤原忠通女                                    |
| 近卫天皇   | 1        | 藤原多子     | 皇后                | 久安6年3月14日-保元元年10月27日 （1150年4月13日-1156年12月11日） |                    | 德大寺公能女、藤原頼长养女 後改嫁二條天皇為后 |
| 近卫天皇   | 2        | 藤原呈子     | 中宫→皇后           | 久安6年6月22日-保元3年2月3日 （1150年7月18日-1158年3月5日）      | 九条院             | 藤原伊通女、藤原忠通养女                      |
| 后白河天皇 | 1        | 藤原忻子     | 中宫→皇后           | 保元元年10月27日-承安2年2月10日 （1156年12月11日-1172年3月6日）  |                    | 德大寺公能女                                  |
| 二條天皇   | 1        | 藤原多子     | 皇后                | 久安6年3月14日-保元元年10月27日 （1150年4月13日-1156年12月11日） |                    | 德大寺公能女、藤原頼长养女 前嫁近衛天皇為后   |
| 二條天皇   | 2        | 殊子內親王   | 中宮                | 保元4年2月21日-应保2年2月5日 （1159年3月12日-1162年2月20日）     | 高松院             | 鸟羽天皇女                                    |
| 二條天皇   | 3        | 藤原育子     | 中宫→皇后           | 应保2年2月19日-承安3年8月15日 （1162年3月6日-1173年9月23日）     |                    | 德大寺实能女、藤原忠通养女                    |
| 高仓天皇   | 1        | 平德子       | 中宫                | 承安2年2月10日-养和元年11月25日 （1172年3月6日-1182年1月1日）    | 建礼门院           | 平清盛女                                      |
| 後鳥羽天皇 | 1        | 九条任子     | 中宫                | 建久元年4月26日-正治2年6月28日 （1190年5月31日-1200年8月9日）    | 宜秋门院           | 九条兼实女                                    |
| 土御門天皇 | 1        | 大炊御門麗子 | 中宫                | 元久2年7月11日-承元4年3月19日 （1205年7月28日-1210年4月14日）    | 阴明门院           | 大炊御门頼实女                                |

### 鎌倉時代
| 天皇       | 冊立次序 | 本名       | 位號      | 在位期間                                                       | 諡號 女院號 | 備註         |
| 順德天皇   | 1        | 九条立子   | 中宫      | 承元5年1月22日-承久4年3月25日 （1211年2月7日-1222年5月7日）    | 东一条院    | 九条良經女   |
| 后堀河天皇 | 1        | 三条有子   | 中宫→皇后 | 承元5年1月22日-承久4年3月25日 （1211年2月7日-1222年5月7日）    | 安喜门院    | 三条公房女   |
| 后堀河天皇 | 2        | 近衛長子   | 中宫      | 嘉禄2年7月29日-宽喜元年4月18日 （1226年8月23日-1229年5月12日） | 鹰司院      | 近卫家实女   |
| 后堀河天皇 | 3        | 九條竴子   | 中宫      | 宽喜2年2月16日-贞永2年4月3日 （1230年3月31日-1233年5月13日）   | 藻璧门院    | 九条道家女   |
| 後嵯峨天皇 | 1        | 西園寺姞子 | 中宫      | 仁治3年8月9日-宝治2年6月18日 （1242年9月5日-1248年7月10日）    | 大宫院      | 西园寺实氏女 |
| 後深草天皇 | 1        | 西園寺公子 | 中宫      | 康元2年1月29日-正元元年12月19日 （1257年2月14日-1260年2月1日） | 大宫院      | 西园寺实氏女 |
| 龟山天皇   | 1        | 洞院佶子   | 中宫→皇后 | 文应2年2月8日-文永9年8月9日 （1261年3月10日-1272年9月2日）     | 京极院      | 洞院实雄女   |
| 龟山天皇   | 2        | 西园寺嬉子 | 中宫      | 弘长元年8月20日-文永5年12月6日 （1261年9月16日-1269年1月9日）  | 今出河院    | 西园寺公相女 |
| 後宇多天皇 | 1        | 姈子內親王 | 皇后      | 弘安8年8月19日-正应4年8月12日 （1285年9月19日-1291年9月6日）   | 游义门院    | 西园寺实氏女 |
| 伏見天皇   | 1        | 西园寺鏱子 | 中宫      | 正应元年8月20日-永仁6年8月21日 （1288年9月17日-1298年9月27日） | 永福门院    | 西园寺实兼女 |
| 後二条天皇 | 1        | 德大寺忻子 | 中宫      | 嘉元元年9月24日-延庆3年12月19日 （1303年11月4日-1311年1月9日） | 长乐门院    | 德大寺公孝女 |

### 南北朝、室町及安土桃山時代

#### 南朝
| 天皇       | 冊立次序 | 本名       | 位號 | 在位期間 | 諡號 女院號 | 備註         |
| 後醍醐天皇 | 1        | 西園寺禧子 | 中宫 | 元应元年8月7日-正庆元年5月20日 （1319年9月21日-1332年6月13日） 元弘3年6月5日-元弘3年7月11日 （1333年7月17日-1333年8月21日） | 后京极院    | 西园寺实兼女 |
| 後醍醐天皇 | 2        | 珣子內親王 | 中宫 | 元弘3年12月7日-建武4年1月16日 （1334年1月13日-1337年2月17日）                                                               | 新室町院    | 后伏见天皇女 |
| 後村上天皇 | 1        | 北畠顯子   | 中宫 | 不詳 |             | 北畠親房女   |
| 長慶天皇   | 1        | 藤原氏     | 中宫 | 不詳 |             | 西園寺公重女 |
| 後龜山天皇 | 1        | 北畠信子   | 中宫 | 不詳 |             | 北畠顯信女   |

### 江戶時代
| 天皇       | 冊立次序 | 本名       | 位號 | 在位期間                                                        | 諡號 女院號 | 備註               |
| 後水尾天皇 | 1        | 德川和子   | 中宫 | 宽永元年11月28日-宽永6年11月9日 （1625年1月7日-1629年12月23日） | 东福门院    | 德川秀忠女         |
| 靈元天皇   | 1        | 鹰司房子   | 中宫 | 天和3年2月14日-贞享4年3月25日 （1683年3月12日-1687年5月6日）    | 新上西门院  | 鹰司教平女         |
| 東山天皇   | 1        | 幸子女王   | 中宫 | 宝永5年2月27日-宝永7年3月21日 （1708年4月17日-1710年4月19日）   | 承秋门院    | 有栖川宫幸仁亲王女 |
| 光格天皇   | 1        | 欣子內親王 | 中宫 | 寬政6年3月7日-文政3年3月14日 （1794年4月6日-1820年4月26日）     | 新清和院    | 后桃园天皇女       |

### 近代與現代

日本皇后旗

| 天皇              | 冊立次序 | 肖像 | 本名       | 位號        | 在位期間                                                    | 諡號       | 備註           |
| 明治天皇          | 1        |      | 一条美子   | 中宫→皇后   | 明治元年12月28日（1869年2月9日） -1912年（明治45年）7月30日 | 昭宪皇太后 | 一条忠香女     |
| 大正天皇          | 1        |      | 九条节子   | 皇后        | 1912年（大正元年）7月30日 -1926年（大正15年）12月25日       | 贞明皇后   | 九条道孝女     |
| 昭和天皇          | 1        |      | 良子女王   | 皇后        | 1926年（昭和元年）12月25日 -1989年（昭和64年）1月7日        | 香淳皇后   | 久迩宫邦彦王女 |
| 上皇 （明仁）     | 1        |      | 正田美智子 | 皇后→上皇后 | 1989年（昭和64年）1月7日 -2019年（平成31年）4月30日         | 在世       | 正田英三郎女   |
| 今上天皇 （德仁） | 1        |      | 小和田雅子 | 皇后        | 2019年（令和元年）5月1日-                                   | 在位       | 小和田恆長女   |

## 尊稱皇后
| 本名       | 位號 | 尊稱依據     | 在位期間                                                         | 女院號   | 備註         |
| 藤原溫子   | 中宫 | 醍醐天皇養母 | 宽治5年1月22日-宽治7年1月19日 （1091年2月13日-1093年2月17日）    |          | 藤原基經女   |
| 媞子內親王 | 中宫 | 堀河天皇准母 | 宽治5年1月22日-宽治7年1月19日 （1091年2月13日-1093年2月17日）    | 郁芳门院 | 白河天皇女   |
| 令子內親王 | 皇后 | 鸟羽天皇准母 | 嘉承2年12月1日-长承3年3月19日 （1108年1月15日-1134年4月15日）    |          | 白河天皇女   |
| 統子內親王 | 皇后 | 後白河天皇母 | 保元3年2月3日-保元4年2月13日 （1158年3月5日-1159年3月4日）       |          | 白河天皇女   |
| 亮子內親王 | 皇后 | 後鳥羽天皇母 | 寿永元年8月14日-文治3年6月28日 （1182年9月13日-1187年8月4日）    | 殷富门院 | 后白河天皇女 |
| 範子內親王 | 皇后 | 土御門天皇母 | 寿永元年8月14日-文治3年6月28日 （1182年9月13日-1187年8月4日）    | 坊门院   | 高仓天皇女   |
| 昇子內親王 | 皇后 | 順德天皇母   | 承元2年8月8日-承元3年4月25日 （1208年9月19日-1209年5月30日）     | 春华门院 | 高仓天皇女   |
| 邦子內親王 | 皇后 | 后堀河天皇母 | 承久3年12月1日-贞应3年8月4日 （1222年1月14日-1224年9月18日）     | 安嘉门院 | 后高仓院女   |
| 利子内亲王 | 皇后 | 四条天皇母   | 天福元年6月20日-延应元年11月12日 （1233年7月28日-1239年12月8日） | 式乾门院 | 后高仓院女   |
| 曦子内亲王 | 皇后 | 後嵯峨天皇母 | 宝治2年8月8日-建长3年3月27日 （1248年8月27日-1251年4月19日）     | 式乾门院 | 土御门天皇女 |
| 獎子內親王 | 皇后 | 後醍醐天皇母 | 文保3年3月27日-元应元年11月15日 1319年4月18日-1319年12月27日     | 达智门院 | 后宇多天皇女 |

## 記錄

### 長壽的皇后
- 駕崩時周歲，括弧內為虛歲，尾數標記*表示在世，自飛鳥時代以來：

1. 香淳皇后：97歲3個月（98歲）
2. 藤原寬子：91歲（92歲）
3. 正田美智子：90岁184天*
4. 藤原彰子：86歲（87歲）
5. 藤原歡子：82歲（83歲）
6. 禎子內親王：81歲（82歲）

### 早逝的皇后
- 駕崩時周歲，括弧內為虛歲。

1. 藤原嫄子：23歲（24歲）
2. 藤原定子：24歲（25歲）
3. 九条竴子：24歲4個月（25歲）
4. 珣子内亲王：26歲3個月（27歲）
5. 藤原育子：27歲（28歲）